# Al-Atatra
Al-Atatra, en arabe : العطاطرة, est un quartier au nord-ouest de Beit Lahia dans la bande de Gaza. Ses habitants sont en majorité des agriculteurs ou des propriétaires fonciers.